# María (canción de Ricky Martin)
«María» es el nombre de un sencillo del cantante, actor y compositor puertorriqueño Ricky Martin, incluso en su álbum A medio vivir y Ricky Martin (así como en su álbum MTV Unplugged, publicado el 7 de noviembre de 2006). Los autores de esta canción son Ian Blake, K.C. Porter, y Luis Gómez-Escolar. Fue lanzado el 21 de agosto de 1995 en las radioemisoras mundiales. La canción fue el primer sencillo de Martin certificado en los Estados Unidos, y se ubicó en el lugar n.º 88 del Billboard Hot 100. La canción se convirtió en el tema principal de la telenovela brasileña Salsa & Merengue en 1996, y fue muy bien recibida en ese país. Un remix más uptempo de la canción es más tarde lanzada con letras en spanglish y ritmos afrocaribeños. Esta versión de la canción fue muy exitosa en Europa y fue el segundo sencillo de mejor venta en el mundo en ese año.

## Listado de canciones

### Sencillo en CD europeo
1. «María» (Spanish radio edit) (4:38)
2. «María» (álbum versión) (4:23)

## Certificaciones
| País      | Certificación | Ventas/compras |
| --------- | ------------- | -------------- |
| Australia | Platino       | 70 000+        |
| Alemania  | Oro           | 150 000+       |
| Suiza     | Oro           | 25 000+        |